# Formazione dei Testament

## Formazione

### Attuale
- Chuck Billy – voce (1986-1995) (1996-oggi)
- Eric Peterson – chitarra (1983-1995) (1996-oggi)
- Alex Skolnick – chitarra (1984-1992) (2005-oggi)
- Steve DiGiorgio – basso (1998-2004) (2014-oggi)
- Dave Lombardo (1999-2000) (2022-oggi)

### Ex componenti

#### Cantanti
- Steve "Zetro" Souza (1983-1986)

#### Chitarristi
- Derrick Ramirez (1983-1984)
- Glen Alvelais (1992-1994) (1996-1998)
- James Murphy (1994-1995) (1998-2000)
- Steve Smyth (2000-2004)
- "Metal" Mike Chlasciak (2004)

#### Bassisti
- Greg Christian (1983-1995) (2005-2013)
- Derrick Ramirez (1996-1997)

#### Batteristi
- Louie Clemente (1983-1992) (2005)
- Paul Bostaph (1993) (2004) (2007-2011)
- John Tempesta (1994-1995) (2001) (2005)
- Chris Kontos (1995)
- Jon Dette (1995)
- Jon Allen (2000-2003)
- Nick Barker (2006-2007)
- Gene Hoglan – batteria (1997-1998) (2011-2022)